# Kreuzkirche (Kulmbach)

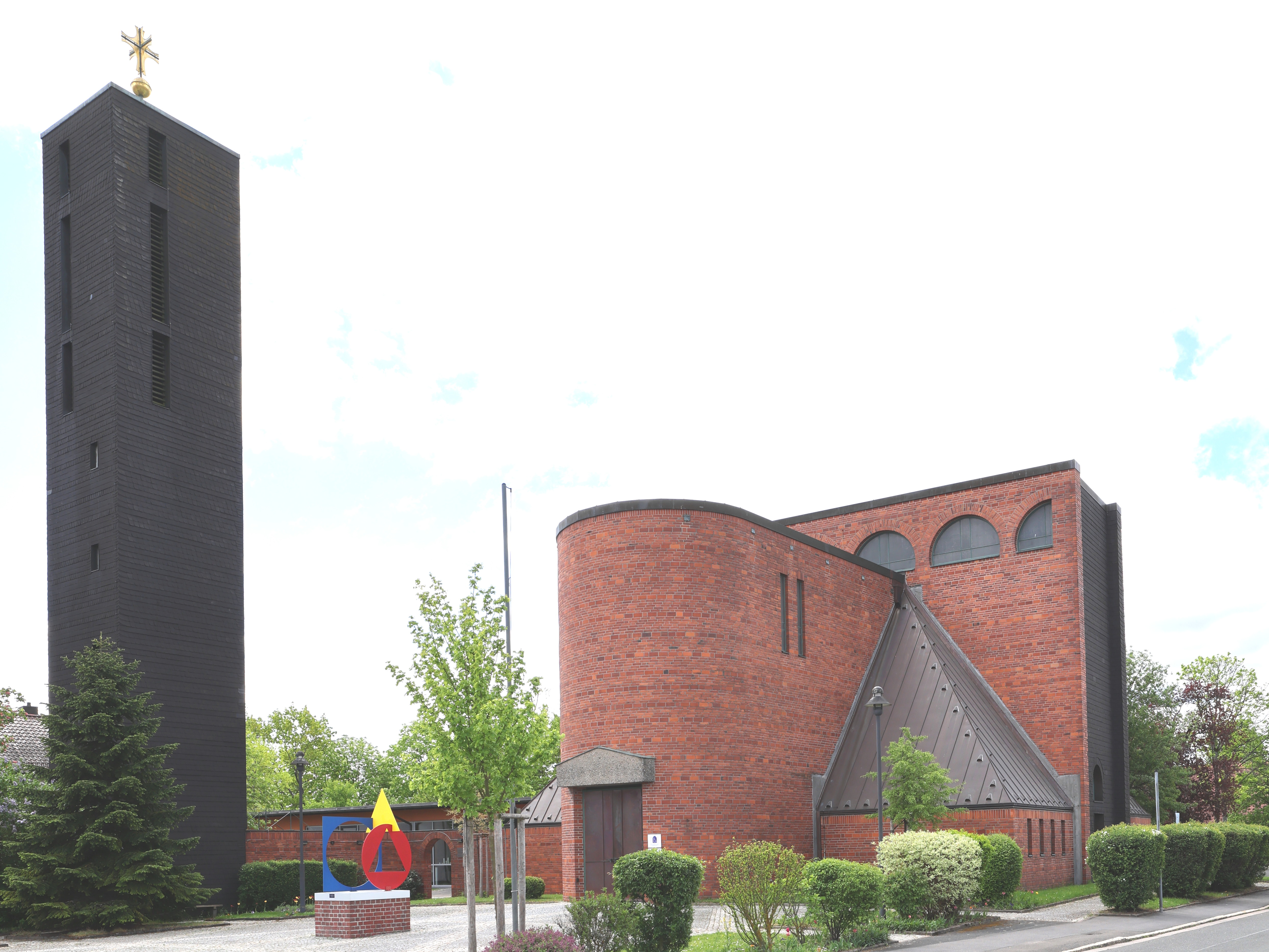
Kreuzkirche in Kulmbach

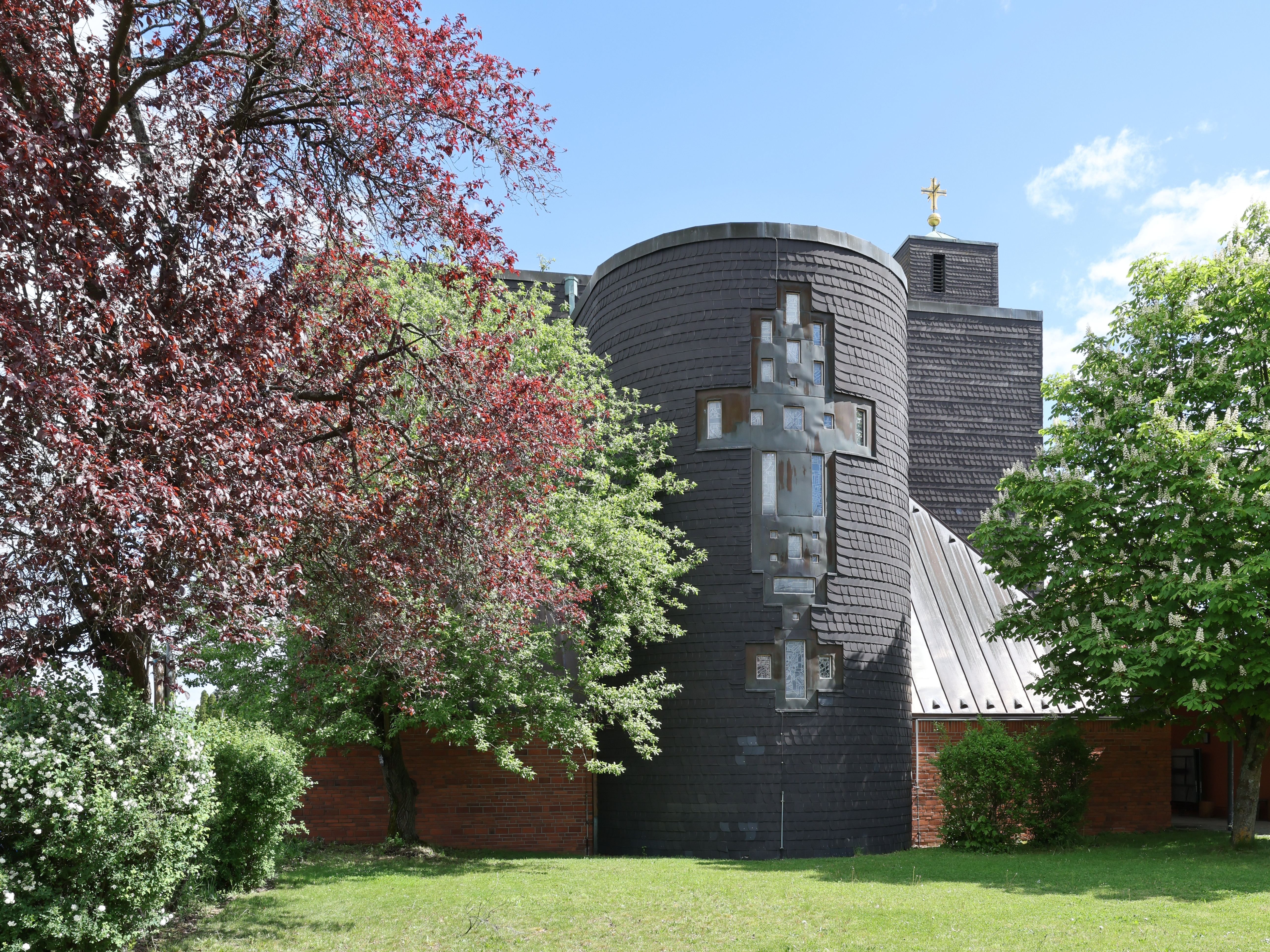
Westseite mit Apsis

Die evangelisch-lutherische Kreuzkirche steht auf dem ehemaligen Galgenberg der Stadt Kulmbach. Das vom Architekten Olaf Andreas Gulbransson geplante Gotteshaus wurde 1962 eingeweiht. Die Kirche steht seit 2002 unter Denkmalschutz.

## Architektur
Der Sichtziegelbau erinnert an eine Burg und ist aus geometrischen Grundformen zusammengesetzt. Innen vermittelt das zu den Ecken tief heruntergezogene Zeltdach Geborgenheit. Wegen Feuchtigkeitsschäden wurden 1975 nachträglich der komplette Kampanile und die Westfassade des Kirchenschiffes mit schwarzem Kunstschiefer verkleidet.
Der Grundriss ist ein aus einem hohen Mittel- und Querschiff gebildetes lateinisches Kreuz über einem quadratischen Grundriss, mit vorgezogenem Eingangsbereich und Apsis beim Altar. Dazu gehören ein 24 Meter hoher Glockenturm und ein Gemeindehaus.
2014 wurde auf dem Kirchvorplatz die Skulptur Trinitas von Ingo Glass aufgestellt, ein Werk der Konkreten Kunst. Aus einer Platte sind ihre drei geometrischen Elemente geschnitten, die in drei Farben die Skulptur bilden. Sie kann als Bezug zur Dreifaltigkeit verstanden werden.